# アキュート・アクセント
アキュート・アクセント（´、◌́）または アクサンテギュは、おもにラテン文字を用いる言語の表記に用いられるアクセント符号で、ダイアクリティカルマーク（発音区別符号）の一種。揚音符（ようおんぷ）、揚音符号（ようおんふごう）、鋭アクセントと呼ばれることもある。
スペイン語、ポルトガル語、フランス語、カタルーニャ語、イタリア語、ポーランド語、チェコ語、スロバキア語、セルビア・クロアチア語（セルビア語のラテン文字表記・クロアチア語・ボスニア語）、ギリシャ語、アイルランド語、ウェールズ語、アイスランド語、ベトナム語、ハンガリー語、トルクメン語などに用いられる。

## 各言語における用法

### ラテン・アルファベット

#### 異なる音素を表す
フランス語
accent aigu （アクサン・テギュ）という。正書法上音節が e で終わっているとき、通常曖昧母音に発音されるか無音になるため、区別のために /e/ は é と書く。またフランス語では過去分詞の語尾 é を e で代用すると、現在形と区別できなくなってしまう場合があり（donne ⇔ donné など）、特に形容詞句として後置される過去分詞の場合、記号は義務的である（フランス語の動詞#法・時制・相）。タイプライタなどでこの活字が無い場合は ´ を手書きしたり、コンピュータネットワークの文字表示が不完全な時代には e' とも記された。
ルクセンブルク語
フランス語と同様に é で /e/ を表す。
アイスランド語
古アイスランド語では、長音を表す。現在のアイスランド語では、記号のない a /a/,  e /ɛ/,  i / y /ɪ/,  o /ɔ/,  u /ʏ/ に対するそれぞれ別の音、á /au/,  é /jɛ/,  í / ý /i/,  ó /ɔu/,  ú /u/ を表すのに使われている。

トルクメン語
ý は半母音の /j/ を表す。これに対してアキュート・アクセントのつかない y は中舌母音の /ɨ/ を表す。
カザフ語
2018年にアポストロフィ付きの字母をアキュートアクセント付きの字母や二重音字に変更したラテン文字アルファベットが発表された。
á /æ/ , ó /œ/ , ú /ʉ/ は前舌母音を表すのに使用され、後舌母音の a /ɑ/, o /o/, u /ʊ/ と区別される。
子音 ǵ /ʁ/, ń /ŋ/ は、g /g/, n /n/と異なる音素であるということを表す。
ýは子音として使われる場合の音素は /w/, 母音として使われる場合は前舌母音と絡む場合は /ʉw/, 後舌母音と絡む場合は /ʊw/ を表す。
英語
通常は用いられないが、外来語表記などの際に、そのままでは無音になってしまうeを発音させたい場合にéが用いられることがある。例として、フランス語由来であるcaféや日本語由来であるsaké（酒）、固有名詞であるPokémon（ポケモン）などが挙げられる。

#### 強勢を表す
イタリア語
accento acuto （アッチェント・アクート）といい、単語の最後の音節に強勢がある場合などで、その母音が狭い e や o （ 広めの /ɛ/ や /ɔ/ ではない /e/ や /o/ ）のときに付号する（例: perché 「なぜ」、poiché 「～だから」）。 accento grave （アッチェント・グラーヴェ、グレイヴ・アクセントのこと）に比べると用量はずっと少ない。グレイヴ・アクセントも参照のこと。
スペイン語
acento （アセント）、もしくは tilde （ティルデ）と呼び、強勢の位置を示すのに使われる。ただし、規則的な位置（最後から2番目の母音など）に強勢がある場合にはこの記号は用いない。この記号を用いるのは不規則的な位置に強勢のある場合（例: máquina 「機械」、最後から3番目の母音に強勢がある）、および同綴語同士の一方に付加することによって区別をつける場合（例: te 「きみを」に対する té 「お茶」）で、記号は正書法上綴りの一部であり、義務的である（インターネットなどでは省かれる場合もある）。ただし、大文字で書くときにはこの記号を省略する場合がある。
ポルトガル語
スペイン語と同様、強勢の位置を示すのに使われるが、狭い a, e, o に強勢が置かれるときにはかわりにサーカムフレックスを使用する。
カタルーニャ語
アキュートまたはグレーブ・アクセントによって強勢の位置を表す。e と o に関してはアキュート・アクセントのついたものが狭い母音 /e/, /o/ を、グレーブ・アクセントのついたものが広い母音 /ɛ/, /ɔ/ を表す。a にはグレーブ・アクセントのみ、i, u にはアキュート・アクセントのみがつく。
ウェールズ語
á, é, í, ó, ú, ẃ, ý は、単語の最後の音節に使われて、そこに強勢があることを表す。また、ẃ は、半母音ではなく母音であることを示すために使われることもある。

#### 長母音を表す
チェコ語
á, é, í, ó, ú, ý は各母音の長音を表す。
スロバキア語
á, é, í, ĺ, ó, ŕ, ú, ý は各母音の長音を表す（スロバキア語では l や r も音節主音になり、長短を区別する）。
ハンガリー語
ékezet（エーケゼット）という。á, é, í, ó, ú は各母音の長音を表す。なお、ö, ü の長音はダブルアキュートを用いて ő, ű としている。
アイルランド語
á, é, í, ó, ú は各母音の長音を表す。ただしすべての長母音にアキュート・アクセントがつくわけではない。
グリーンランド語
1973年以前の旧正書法では á í ú があり、後続する子音が長子音であることを表していた。現在は子音字を重ねて記す。

#### 声調・高低アクセントを表す
中国語
拼音や注音で第二声（陽平）を示す声調記号として用いられる。ただし、拼音としての本来の表記では、左下から右上へと向かうような記号で、太さが変わらない直線状にデザインされる例が多い。拼音としてはá, é, ế, í, ḿ, ń, ó, ú, ǘ の用例がある。
ベトナム語
サックという声調を示す。á, ấ, ắ, é, ế, í, ó, ố, ớ, ú, ứ, ý がある。
スロベニア語
á, é, ẹ́, í, ó, ọ́, ŕ, ú が上昇調長母音を表すために使われることがあるが、正書法上はアクセントは表記されない。
リトアニア語
正書法上は使用しない。下降調の高低アクセントを持つ長い音節を表すのに用いられる。辞書や学習書・研究書・およびアクセント記号なしではあいまいになる語を区別する目的で使用される。

#### その他
ポーランド語
akcent ostry （アクツェント・オストルィ）といい、ś, ź, ć, dź, ń は s, z, c, dz, n のそれぞれ口蓋化した音（軟音、 シャ行、ジャ行、チャ行、ニャ行のような子音）を表す。また ó は u と同音 /u/ で、かつて「音の狭さ」を表していた用法の名残。なお、“暗いL”（ /w/ に近い音）を表す ł の斜線も含め、総称してクレスカ（kreska、「線」の意）と呼んでいる。
ソルブ語
ś, ź, ć, dź, ń, ŕ が使われる。ś, ź, ŕ は下ソルブ語でのみ使用する。
モンテネグロ語
ć, ś, ź は、口蓋化子音 /tɕ/, /ɕ/, /ʑ/ を表す。
セルビア・クロアチア語
ć は、口蓋化子音 /tɕ/ を表す。セルビア語のキリル文字表記ではЋと書かれる。ほかに á, é, í, ó, ŕ, ú が上昇調長母音を表すために使われることがあるが、正書法上はアクセントは表記されない。

### キリル・アルファベット
マケドニア語
ѓ, ќ は、それぞれ [ɟ], [c] を表す。
モンテネグロ語
з́, с́ は、それぞれ [ʑ], [ɕ] を表す。

### ギリシャ・アルファベット
ギリシャ語は古典時代には高低アクセントを持ち、伝統的にアキュート（οξεία オクシア）・グレーブ（βαρεία ヴァリア）・サーカムフレックス（περισπωμένη ペリスポメニ）の3種類のアクセント記号を使って書き分けられてきた。しかし現代ギリシャ語では強勢以外を表す意味がなく、20世紀後半になると、古典語を反映したカサレヴサでは表記されるものの、口語を元にしたディモティキではアキュートアクセントだけを使用するようになった（1982年に公式の正書法として規定される）。
Unicodeでは、はじめ現代ギリシャ語のみに対応していたため、アキュートアクセントつきの母音字のみが定義されていたが、後に他のアクセントのついた字も追加された。しかし、追加した部分にもアキュートアクセントつきの母音字が含まれていたため、まったく同じ字が2つの符号位置を持つことになってしまった。たとえば α にアキュートアクセントのついた ά は、U+03AC (GREEK SMALL LETTER ALPHA WITH TONOS) と U+1F71 (GREEK SMALL LETTER ALPHA WITH OXIA) の2か所に定義されている。いくつかのフォント（例えば Tahoma）では、前者がアキュートアクセントと少し異なる形にデザインされている。

## 音声記号
- 国際音声記号でも声調記号として用いられるが、ベトナム語や拼音とは異なり、高平板を示す。
- アメリカの言語学界では音声記号として、声調だけではなく、第1強勢（最も強い強勢）を示すのにも用いることがある[2]。2011年現在、日本で発行されている英語の辞典や教科書などでも第1強勢を示す場合が多く、音声記号や英語での単語表記と組み合わせて用いられる。なお、国際音声記号では第1強勢を示す記号は[ˈ]である[3]。

## その他
ローマ帝国時代には、ラテン語の長母音を表すのにアペックス（英語版記事）と呼ばれるアキュート・アクセントによく似た記号が使われることがあった。現在ではアペックスは用いられず、長母音を区別する必要があるときにはかわりにマクロンを使用する。
ś は、サンスクリット・ヘブライ語など、いくつかの言語の翻字に用いられる。

## 符号位置
| 記号 | Unicode | JIS X 0213 | 文字参照              | 名称                                                            |
| ---- | ------- | ---------- | --------------------- | --------------------------------------------------------------- |
| ´    | U+00B4  | 1-1-13     | &acute; &#xB4; &#180; | アクサンテギュ, アキュートアクセント, プライム記号 ACUTE ACCENT |
| ˊ    | U+02CA  | -          | &#x2CA; &#714;        | MODIFIER LETTER ACUTE ACCENT                                    |
| ́     | U+0301  | 1-11-58    | &#x301; &#769;        | アキュートアクセント(合成可能), 声調高 COMBINING ACUTE ACCENT   |
| ̗     | U+0317  | -          | &#x317; &#791;        | COMBINING ACUTE ACCENT BELOW                                    |
| ΄    | U+0384  | -          | &#x384; &#900;        | Ελληνικός τόνος GREEK TONOS                                     |
| ΅    | U+0385  | -          | &#x385; &#901;        | Ελληνικά διαλυτικά και τόνος GREEK DIALYTIKA TONOS              |

| 大文字 | Unicode | JIS X 0213 | 文字参照               | 小文字 | Unicode | JIS X 0213 | 文字参照               | 備考 |
| ------ | ------- | ---------- | ---------------------- | ------ | ------- | ---------- | ---------------------- | --- |
| Á      | U+00C1  | 1-9-24     | &Aacute; &#xC1; &#193; | á      | U+00E1  | 1-9-55     | &aacute; &#xE1; &#225; | スペイン語、ポルトガル語、チェコ語、スロバキア語、アイルランド語、ウェールズ語、アイスランド語、ハンガリー語、ベトナム語 Áも参照                                           |
| Ǻ      | U+01FA  | -          | &#x1FA; &#506;         | ǻ      | U+01FB  | -          | &#x1FB; &#507;         | Å参照 |
| Ǽ      | U+01FC  | -          | &#x1FC; &#508;         | ǽ      | U+01FD  | 1-11-37    | &#x1FD; &#509;         | Æ参照 |
| Ấ      | U+1EA4  | -          | &#x1EA4; &#7844;       | ấ      | U+1EA5  | -          | &#x1EA5; &#7845;       | ベトナム語 |
| Ắ      | U+1EAE  | -          | &#x1EAE; &#7854;       | ắ      | U+1EAF  | -          | &#x1EAF; &#7855;       | ベトナム語 |
| Ć      | U+0106  | 1-10-28    | &#x106; &#262;         | ć      | U+0107  | 1-10-43    | &#x107; &#263;         | ポーランド語、セルビア語（ラテン文字表記）、クロアチア語、ボスニア語 |
| Ḉ      | U+1E08  | -          | &#x1E08; &#7688;       | ḉ      | U+1E09  | -          | &#x1E09; &#7689;       | |
| É      | U+00C9  | 1-9-32     | &Eacute; &#xC9; &#201; | é      | U+00E9  | 1-9-63     | &eacute; &#xE9; &#233; | スペイン語、ポルトガル語、フランス語、カタルーニャ語、イタリア語、チェコ語、スロバキア語、アイルランド語、ウェールズ語、アイスランド語、ハンガリー語、ベトナム語 Éも参照   |
| Ḗ      | U+1E16  | -          | &#x1E16; &#7702;       | ḗ      | U+1E17  | -          | &#x1E17; &#7703;       | |
| Ế      | U+1EBE  | -          | &#x1EBE; &#7870;       | ế      | U+1EBF  | -          | &#x1EBF; &#7871;       | ベトナム語 |
| Ǵ      | U+01F4  | -          | &#x1F4; &#500;         | ǵ      | U+01F5  | -          | &#x1F5; &#501;         | ISO 9、マケドニア語 ѓ の翻字 |
| Í      | U+00CD  | 1-9-36     | &Iacute; &#xCD; &#205; | í      | U+00ED  | 1-9-67     | &iacute; &#xED; &#237; | スペイン語、ポルトガル語、カタルーニャ語、チェコ語、スロバキア語、アイルランド語、ウェールズ語、アイスランド語、ハンガリー語、ベトナム語 Íも参照                           |
| Ḯ      | U+1E2E  | -          | &#x1E2E; &#7726;       | ḯ      | U+1E2F  | -          | &#x1E2F; &#7727;       | ISO 843 |
| Ḱ      | U+1E30  | -          | &#x1E30; &#7728;       | ḱ      | U+1E31  | -          | &#x1E31; &#7729;       | ISO 9、マケドニア語 ќ の翻字 |
| Ĺ      | U+0139  | 1-10-27    | &#x139; &#313;         | ĺ      | U+013A  | 1-10-42    | &#x13A; &#314;         | スロバキア語 |
| Ḿ      | U+1E3E  | 1-8-82     | &#x1E3E; &#7742;       | ḿ      | U+1E3F  | 1-8-83     | &#x1E3F; &#7743;       | 中国語（拼音） |
| Ń      | U+0143  | 1-10-33    | &#x143; &#323;         | ń      | U+0144  | 1-10-49    | &#x144; &#324;         | ポーランド語 |
| Ó      | U+00D3  | 1-9-42     | &Oacute; &#xD3; &#211; | ó      | U+00F3  | 1-9-76     | &oacute; &#xF3; &#243; | スペイン語、ポルトガル語、カタルーニャ語、イタリア語、ポーランド語、チェコ語、スロバキア語、アイルランド語、ウェールズ語、アイスランド語、ハンガリー語、ベトナム語 Óも参照 |
| Ǿ      | U+01FE  | -          | &#x1FE; &#510;         | ǿ      | U+01FF  | -          | &#x1FF; &#511;         | Ø参照 |
| Ố      | U+1ED0  | -          | &#x1ED0; &#7888;       | ố      | U+1ED1  | -          | &#x1ED1; &#7889;       | ベトナム語 |
| Ớ      | U+1EDA  | -          | &#x1EDA; &#7898;       | ớ      | U+1EDB  | -          | &#x1EDB; &#7899;       | ベトナム語 |
| Ṍ      | U+1E4C  | -          | &#x1E4C; &#7756;       | ṍ      | U+1E4D  | -          | &#x1E4D; &#7757;       | |
| Ṓ      | U+1E52  | -          | &#x1E52; &#7762;       | ṓ      | U+1E53  | -          | &#x1E53; &#7763;       | ISO 843 |
| Ṕ      | U+1E54  | -          | &#x1E54; &#7764;       | ṕ      | U+1E55  | -          | &#x1E55; &#7765;       | ISO 9、アブハズ語旧正書法 ҧ の翻字 |
| Ŕ      | U+0154  | 1-10-25    | &#x154; &#340;         | ŕ      | U+0155  | 1-10-40    | &#x155; &#341;         | スロバキア語 |
| Ś      | U+015A  | 1-10-5     | &#x15A; &#346;         | ś      | U+015B  | 1-10-16    | &#x15B; &#347;         | ポーランド語 |
| Ṥ      | U+1E64  | -          | &#x1E64; &#7780;       | ṥ      | U+1E65  | -          | &#x1E65; &#7781;       | |
| Ú      | U+00DA  | 1-9-48     | &Uacute; &#xDA; &#218; | ú      | U+00FA  | 1-9-79     | &uacute; &#xFA; &#250; | スペイン語、ポルトガル語、カタルーニャ語、チェコ語、スロバキア語、アイルランド語、ウェールズ語、アイスランド語、ハンガリー語、ベトナム語 Úも参照                           |
| Ǘ      | U+01D7  | -          | &#x1D7; &#471;         | ǘ      | U+01D8  | 1-8-90     | &#x1D8; &#472;         | 中国語（拼音） |
| Ứ      | U+1EE8  | -          | &#x1EE8; &#7912;       | ứ      | U+1EE9  | -          | &#x1EE9; &#7913;       | ベトナム語 |
| Ṹ      | U+1E78  | -          | &#x1E78; &#7800;       | ṹ      | U+1E79  | -          | &#x1E79; &#7801;       | |
| Ẃ      | U+1E82  | -          | &#x1E82; &#7810;       | ẃ      | U+1E83  | -          | &#x1E83; &#7811;       | ウェールズ語 |
| Ý      | U+00DD  | 1-9-51     | &Yacute; &#xDD; &#221; | ý      | U+00FD  | 1-9-82     | &yacute; &#xFD; &#253; | チェコ語、スロバキア語、ウェールズ語、アイスランド語、ベトナム語、トルクメン語                                                                                             |
| Ź      | U+0179  | 1-10-9     | &#x179; &#377;         | ź      | U+017A  | 1-10-21    | &#x17A; &#378;         | ポーランド語 |